# Панько (військовик)
«Панько́» (псевдо; нар.? — пом. 15 листопада 1944, біля с. Гриньки (за ін. даними — с. Грибова), нині Кременецький район, Тернопільська область, Україна) — український військовик, учасник національно-визвольних змагань, командир сотні УПА-Південь. Загинув у бою з загоном НКВС. Поручник УПА, лицар Срібного хреста бойової заслуги 2-го класу (1945, посмертно).

## Життєпис

Повернення бійців УПА з рейду

Згідно з поясненням крайового провідника ОУН Миколи Козака («Смок») до наказу ГВШ про номінування і відзначення війскових і цивільних працівників УПА, у кінці квітня 1944 року командир сотні УПА-Південь «Панько» брав участь в бою під Гурбами.
За доповіддю учасника гурбенських боїв майора УПА Косенка:
|                                                       | …ранком 23 квітня совітські війська повели широкий наступ на кременецькі ліси зо всіх боків. <…> На відтинку суражських лісів біля Москалівки більшовицькі бандити, вийшовши з Садків, Суража та Кутів, намагались оточити з'єднання командира Панька. Але він, вчасно форсувавши річку, уник оточення. А потім силою одного відділу пересік ворогові дорогу з Кутів і нежданою засідкою спритно ударив ворога в лоб. |
| — Майор Косенко, Гурби. 22—25.IV.1944. 13 травня 1944 | |

За даними дослідника національно-визвольного руху О. Є. Лисенка, восени 1944 року «Панько» був командиром куреня «Вінницький», що входив до складу з'єднання груп «22» УПА-Південь.
Згідно з поясненням Миколи Козака й звітами УПА, «Панько» здійснював рейд на Східно-українські землі (СУЗ). О. Є. Лисенко й упорядники тому 16 «Літопису УПА» датують рейд відділу під командуванням «Панька» періодом з 29 липня по 15 листопада 1944 року і вказують місцями проведення рейду Хмельницьку та Вінницьку області (Теофіпольський, Красилівський, Летичівський, Літинський райони).
Рейд відділу «Панька» проводився спільно з відділом під командуванням «Володька» згідно з наказами командирів «Ясена» і «Вира». За звітом командира «Володька», під час рейду серед особового складу «шалів тиф» — зокрема командири «Володько» і «Панько» «лежали в корчах через півтора місяця майже непритомні». Було прийнято рішення про повернення в західні терени, до місця попередньої дислокації відділів.
15 листопада 1944 року, при поверненні з рейду, на території Тернопільської області, біля села Гриньки (за ін. даними — поблизу сусіднього села Грибова, нині Кременецький район) сталося збройне зіткнення з загоном НКВС. Командир «Панько» загинув у бою. Після загибелі командира та значної частини бійців підрозділ «Панька» припинив існування.
Наказом Головного командира УПА від 11 жовтня 1945 року командир сотні УПА-Південь «Панько» нагороджений Срібним хрестом бойової заслуги 2-го класу, з наданням йому звання «поручник УПА» (посмертно).

## Загибель
Обставини загибелі командира «Панька» зафіксовані у звітно-інформативних документах УПА.
|                                                | Дня 15.11.<19>44 в<і>д<діл> к<оманди>ра Панька кватирував в с<елі> Гри[н]ьках, р<айо>н Лановець. Большевики [sic], довідавшись про постій в<і>д<ділу>, стягнули з р<айо>нів більшу силу в кількості 400 осіб та окружили відділ. Бій був недалеко залізнічого тору. Участь в бою брав теж броневик, якій обстрілював відділ з гармат. У запеклому бою згинув геройською смертю к<оманди>р Панько, який тричі ранений сам дострілюється. Відділ вмілим маневром ввів в непорозуміння ворога, який сам по собі стріляв. |
| — ГДА СБУ. Ф. 13. Спр. 398. Т. 1. Арк. 115—128 | |

За звітом учасника бою в Крем'янеччині командира «Володька»:
|                                                                                       | Дня 15.XI.<19>44 р<оку> [в] Грибовій, біля Лановець нас окружили (навів сексот) біля 300 більшовиків. Почався бій в 1-й год<ині> попол<удні > і тривав до 5-ї. Більшовики били з різної зброї — міномети, гарматки. Стрільці бились героїчно, до останнього віддиху, та внаслідок переважаючих сил бій скінчився для нас трагічно: впало 20 стрільців і три дівчині-розвідчиці. Впав ком<андир> Панько. Ранений — сам себе дострілив. |
| — Володько, Звіт з рейду по Вінницькій області від 29.VII—15.XI.<19>44. 14 січня 1945 | |

## Нагороди
- Згідно з Постановою Української головної визвольної ради від 8 жовтня 1945 року й Наказом Головного військового штабу УПА ч. 4/45 від 11 жовтня 1945 року поручник УПА командир сотні УПА-Південь «Панько» був посмертно нагороджений Срібним хрестом бойової заслуги 2-го класу[5][6][8].

## Пам'ять
Ряд документів, пов'язаних з діяльністю командира «Панька», зберігається у фонді 3967 ЦДАВО України.
Автори науково-публіцистичного збірника, присвяченого Лановецькому району Тернопільської області (Б. М. Андрушків, Н. Б. Кирич, Г. Х. Мельник та ін.), відносять учасника національно-визвольних змагань «Панька» до числа «найвідоміших людей», «які прославляли Ланівеччину».

## Архіви
- Наказ ГВШ/ГК ч. 4/45 від 11.10.1945 [про присвоєння старшинських ступенів, про нагородження військовими відзнаками] //   ГДА СБУ. Ф. 13. Спр. 376. — Т. 60. Арк. 242—245. 4 арк. (Збірник документів про структуру та характер антирадянської діяльності «Організації українських націоналістів — ОУН» та Української повстанської армії). Автори: Тарас Чупринка, Головний військовий штаб УПА. Б. м. 11 жовтня 1945. Машинопис.
- Пояснення про особи додані до наказу ч. 4/45 від 11 жовтня 1945 р. //   ГДА СБУ. Ф. 13. Спр. 376. — Т. 60. Арк. 246—248. 3 арк. (Збірник документів про структуру та характер антирадянської діяльності «Організації українських націоналістів — ОУН» та Української повстанської армії). Автори: Смок, УПА. Б. м. 10 лютого 1946. Машинопис.
- Гурби. 22—25.IV.1944 : [Опис бою між УПА та НКВД під Гурбами, опис Бущанського прориву] //   ГДА СБУ. Ф. 13. Спр. 376. — Т. 66. Арк. 44—46 зв. / 105—107 зв. 3 зв. арк. (Збірник документів про структуру та характер антирадянської діяльності «Організації українських націоналістів — ОУН» та Української повстанської армії). Автори: Майор Косенко, УПА. Б. м. 13 травня 1944. Машинопис, рукопис.